# Monistria cicatricosa
Monistria cicatricosa är en insektsart som beskrevs av Rehn, J.A.G. 1953. Monistria cicatricosa ingår i släktet Monistria och familjen Pyrgomorphidae. Inga underarter finns listade i Catalogue of Life.